# Lijst van parken in Zwolle
Hieronder staat een lijst van parken in de stad Zwolle. Er zijn in totaal 33 parken.

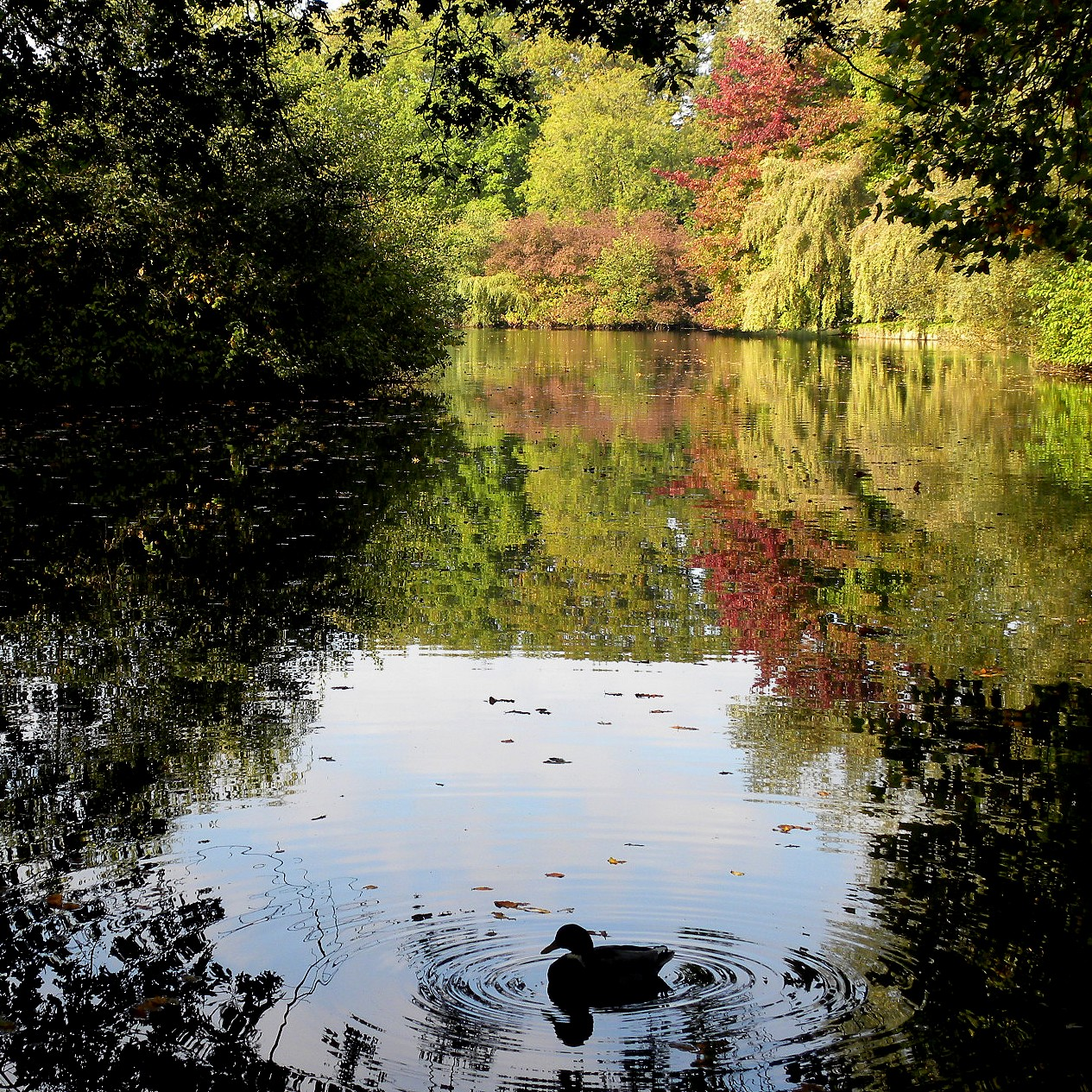
Een vijver in het Engelse Werk, het grootste park in Zwolle

| Park                         | Oppervlakte | Coördinaten                   | Afbeelding |
| ---------------------------- | ----------- | ----------------------------- | ---------- |
| Archenaultplantsoen          | 4,1 ha      | 52° 29′ 48″ NB, 6° 05′ 24″ OL |            |
| Azaleapark                   | 0,8 ha      | 52° 30′ 12″ NB, 6° 6′ 12″ OL  |            |
| Badhuiswal - Noordereiland   | 1,7 ha      | 52° 30′ 51″ NB, 6° 6′ 4″ OL   |            |
| Broerenkerkplein             | 0,3 ha      | 52° 30′ 51″ NB, 6° 5′ 40″ OL  |            |
| De Dobbe                     | 13,2 ha     | 52° 31′ 36″ NB, 6° 5′ 52″ OL  |            |
| Engelse Werk                 | 36 ha       | 52° 29′ 52″ NB, 6° 4′ 5″ OL   |            |
| Groen assenkruis Holtenbroek | 13,8 ha     | 52° 31′ 33″ NB, 6° 05′ 0″ OL  |            |
| Ittersumerpark               | 12,7 ha     | 52° 28′ 24″ NB, 6° 06′ 53″ OL |            |
| Van Nahuysplein              | 0,4 ha      | 52° 30′ 34″ NB, 6° 5′ 47″ OL  |            |
| Nooterhof                    | 5,7 ha      | 52° 30′ 17″ NB, 6° 7′ 1″ OL   |            |
| Oldenelerpark                | 16,7 ha     | 52° 28′ 22″ NB, 6° 06′ 15″ OL |            |
| Park Aa-landen               | 24,1 ha     | 52° 32′ 5″ NB, 6° 6′ 22″ OL   |            |
| Park Eekhout                 | 2,3 ha      | 52° 30′ 32″ NB, 6° 5′ 16″ OL  |            |
| Park Gerenbroek              | 1,8 ha      | 52° 29′ 6″ NB, 6° 07′ 21″ OL  |            |
| Park Gerenlanden             | 2,4 ha      | 52° 29′ 21″ NB, 6° 06′ 59″ OL |            |
| Park Hogenkamp               | 3,7 ha      | 52° 31′ 17″ NB, 6° 06′ 2″ OL  |            |
| Park Ittersumerlanden        | 1,9 ha      | 52° 28′ 55″ NB, 6° 06′ 44″ OL |            |
| Park de Wezenlanden          | 21,2 ha     | 52° 30′ 24″ NB, 6° 6′ 47″ OL  |            |
| Ter Pelkwijkpark             | 0,9 ha      | 52° 30′ 39″ NB, 6° 5′ 54″ OL  |            |
| Twistvlietpark               | 15,8 ha     | 52° 31′ 58″ NB, 6° 03′ 34″ OL |            |
| Potgietersingel              | 1,2 ha      | 52° 30′ 33″ NB, 6° 5′ 29″ OL  |            |
| Prins Clauspark              | 3 ha        | 52° 30′ 36″ NB, 6° 4′ 27″ OL  |            |
| Schellerpark                 | 18,4 ha     | 52° 29′ 26″ NB, 6° 5′ 38″ OL  |            |
| Stinspark                    | 3,9 ha      | 52° 31′ 8″ NB, 6° 3′ 0″ OL    |            |
| Oude Weteringzone            | 16,8 ha     | 52° 32′ 13″ NB, 6° 02′ 53″ OL |            |
| Wijkpark Berkum              | 5,1 ha      | 52° 31′ 28″ NB, 6° 08′ 43″ OL |            |
| Zwarte waterpark Holtenbroek | 21,4 ha     | 52° 31′ 35″ NB, 6° 04′ 23″ OL |            |
| Zwarte waterpark Stadshagen  | 9,7ha       | 52° 31′ 55″ NB, 6° 04′ 16″ OL |            |

Archenaultplantsoen · Azaleapark · Badhuiswal - Noordereiland · Broerenkerkplein · De Dobbe · Engelse Werk · Groen assenkruis Holtenbroek · Ittersumerpark · Van Nahuysplein · Nooterhof · Oldenelerpark · Park Aa-landen · Park Eekhout · Park Gerenbroek · Park Gerenlanden · Park Hogenkamp · Park Ittersumerlanden · Park de Wezenlanden · Ter Pelkwijkpark · Twistvlietpark · Potgietersingel · Prins Clauspark · Schellerpark · Stinspark · Oude Weteringzone · Wijkpark Berkum · Zwarte waterpark Holtenbroek · Zwarte waterpark Stadshagen